# Premio Gato Perich
El 	Premio Gato Perich o Premio Internacional de Humor Gato Perich es un galardón otorgado en memoria del dibujante y humorista Jaume Perich desde 1996 para reconocer a los profesionales del humor, la historieta y el arte.
Creado un año después de la muerte del Perich por iniciativa del dibujante Fer y la familia de Perich, el premio se organizó originalmente en la localidad catalana de Llansá, España con la colaboración de la Cofradía Barroca Sant Honorat y la revista El Jueves. Actualmente la organización del premio es gestionada por la Asociación Perich Sin Concesiones (Associació Perich Sense Concessions).
El premio consiste en una estatuilla de plata de casi dos kilos de peso que reproduce uno de los famosos gatos dibujados por Perich sosteniendo un lápiz. Un jurado formado por un representante de los principales periódicos catalanes se reúne anualmente y decide a quién conceder el premio. 
También se han concedido de forma extraordinaria unos cuantos Premios Gato Perich de Honor, para premiar trayectorias de veteranos dibujantes que se han convertido en referentes para las nuevas generaciones de creadores del humor. 

## Premios Gato Perich
- 1996, Plantu (Jean Plantureux)[1]
- 1997, El Roto (Andrés Rábago)
- 1998, Georges Wolinski[2]
- 1999, Miguel Gila
- 2000, Forges (Antonio Fraguas)[3]
- 2001, Antonio Mingote[4]
- 2002, Gallego & Rey (José Maria Gallego & Julio Rey)[5]
- 2003, Miquel Ferreres[6]
- 2004, Toni Batllori[7]
- 2005, Fer (José Antonio Fernández)[8]
- 2006, Pepe Rubianes[9]
- 2007, Kim (Joaquim Aubert)[10]
- 2008, Marjane Satrapi[11]
- 2009, Kap (Jaume Capdevila)[12] y Andreu Buenafuente Moreno
- 2010, Quino (Joaquín Salvador Lavado) y El Tricicle[13]
- 2011, Ricardo y Carlos Romeu
- 2012, 2014 no se concede
- 2015, El Gran Wyoming y Willem[14]
- 2016, Toni Soler, Andrés Vázquez de Sola; Josep Maria Cadena
- 2017, Peridis; Óscar Andreu, Óscar Dalmau
- 2018, Judit Martín, Flavita Banana

[actualizar]

## Premios Gato Perich de Honor
- 1996, Anna Berini.
- 1997, Gin (Jordi Ginés) a título póstumo.
- 1997, Cesc (Francesc Vila).
- 1999, Renfe
- 2003, Alfons Figueras
- 2007, Joaquim Muntañola
- 2008, Máximo San Juan
- 2010, Fernando Krahn a título póstumo.[13]